# Cap Muroto
Le cap Muroto (室戸岬, Muroto-misaki) est un cap situé dans le sud de l'île de Shikoku, à Muroto au Japon. Il fait partie du géoparc UNESCO de Muroto au sein du parc quasi national de Muroto-Anan Kaigan et a été désigné lieu de beauté pittoresque. Le bruit des vagues au cap Muroto et dans la grotte de Mikurodo fait partie des 100 sons naturels du Japon.